# Brembio
Brembio é uma comuna italiana da região da Lombardia, província de Lodi, com cerca de 2.363 habitantes. Estende-se por uma área de 16 km², tendo uma densidade populacional de 148 hab/km².
Faz fronteira com Mairago, Ossago Lodigiano, Secugnago, Borghetto Lodigiano, Casalpusterlengo, Livraga, Ospedaletto Lodigiano.

## Demografia
| Variação demográfica do município entre 1861 e 2011                               |
|                                                                                   |
| Fonte: Istituto Nazionale di Statistica (ISTAT) - Elaboração gráfica da Wikipedia |